# Phyllanthus comptus
Phyllanthus comptus är en emblikaväxtart som beskrevs av Grady Linder Webster. Phyllanthus comptus ingår i släktet Phyllanthus och familjen emblikaväxter. Inga underarter finns listade i Catalogue of Life.